# Little Evil
Little Evil è un film del 2017 diretto da Eli Craig.
Il film è stato distribuito su Netflix a partire dal 1º settembre 2017.

## Trama
Gary è un agente immobiliare da poco sposato con Samantha, e di conseguenza patrigno di Lucas, il figlio di cinque anni della donna. Gary cerca di stringere un rapporto con il bambino, che però non sembra per nulla interessato, dimostrando un'assoluta indifferenza nei suoi confronti, anzi, intimorendolo con il suo carattere freddo a cui Samantha, invece, non sembra badare.
Un'amica di Gary, Al lo invita quindi a partecipare ad un gruppo di sostegno per patrigni, dove Gary conosce Victor, Wayne e Larry, patrigni anch'essi, che minimizzano le preoccupazioni di Gary sullo strano carattere di Lucas. Gary, però, non può ignorare che attorno al bambino accadono cose strane e inquietanti, come il suicidio della maestra durante una lezione, o il clown della festa di compleanno che si dà fuoco senza apparente motivo; in entrambi i casi, i segni che Lucas abbia causato gli incidenti sono diversi.
Nel frattempo Gary riesce a vendere un vecchio convento abbandonato al reverendo Gospel, un eresiarca a capo di una famosa setta, convinto che la fine del mondo sia più vicina di quanto si possa immaginare.
Spinto da una telefonata alquanto stramba, Gary si reca dal fotografo incaricato del video del matrimonio, che vuole mostrargli qualcosa di strano ritrovato sulla pellicola. La cerimonia era stata rovinata da un immenso uragano ma, nel mezzo della confusione generale, Lucas appariva fermo e incolume, con un'espressione inquietante stampata sul viso. Sorprendentemente, non è quella la cosa più strana, e il fotografo fa ascoltare il giuramento del matrimonio a Gary. In quel momento, infatti, il prete aveva proferito le parole in quello che era stato erroneamente etichettato come latino, ma riascoltando la frase al contrario si sente chiaramente il prete richiedere all'uomo la protezione del bambino dalle fiamme dell'inferno. Già sconvolto, Gary apprende che tutti gli ex fidanzati della moglie sono morti in strane circostanze ad eccezione di uno solo.
A quel punto, Gary chiede indirettamente spiegazioni a Samantha, e si fa raccontare il concepimento del bambino: lei non ricorda esattamente chi fosse il padre, ma racconta, con un'ingenuità disarmante, di aver partecipato, ancora vergine, ad un rito satanico nella quale perse i sensi e dal quale si svegliò incinta. Come conseguenza di ciò, lasciò la setta a cui aveva aderito non volendone sapere più nulla.
Gary e Al, dopo aver fatto visita all'unico fidanzato di Samantha ancora vivo, che ora è diventato un fondamentalista cristiano fissato con la penitenza e l'auto-flagellazione, si recano da Gozamel, esperto cacciatore di demoni, che conferma le paure di Gary, e dichiara che l'unica soluzione è quella di uccidere il bambino su terreno consacrato, per evitare il risveglio della bestia. A seguito di un inquietante incidente stradale, però, Gozamel muore, e Gary è costretto a tornare a casa a piedi, dove trova la moglie in compagnia della signora Shaylock, assistente sociale, preoccupata per l'incidente del clown alla festa. Per far bella figura sull'ospite, e su invito della moglie, Gary sale a dare la buonanotte al figlio, non dopo aver dimostrato una certa riluttanza; come risultato, Lucas lo seppellisce vivo in una cassa di legno in giardino. Gary riesce a telefonare alla moglie prima che l'ossigeno finisca, e si fa quindi salvare, per poi chiedere il divorzio e, in preda alla rabbia, urlare a Samantha che Lucas non è nient'altro che l'anticristo in persona. Infine, Gary, incitato da Al, decide di uccidere Lucas, pur riluttante ad uccidere un ragazzino.
Con questo scopo in mente, Gary chiede scusa a Samantha, e la convince a lasciargli il figlio per un giorno, lo porterà all'acquapark, costruito su terra consacrata, nella speranza di poterlo affogare sullo scivolo gigante, dopo avergli appesantito i braccioli inserendovi della sabbia. Per convincerlo a salire sull'enorme scivolo, però, Gary deve convincere il ragazzo, e per farlo gli fa vivere una classica giornata all'acquapark. Lucas decide di salire sullo scivolo, ma Gary, legato al ragazzo grazie alla splendida giornata passata insieme, non è più convinto. Lucas si getta dallo scivolo lo stesso, con i braccioli appesantiti, rischiando di annegare, ma Gary, ricevuto un "segno" divino, si getta dietro al piccolo, salvandogli la vita, e capendo che il proprio scopo è quello di difendere il ragazzo.
I due si prendono un gelato, parlando di ciò che è appena accaduto, e Lucas, che finalmente chiama Gary "papà", gli confessa di non volerlo più morto; tra una cosa e l'altra, Lucas parla a Gary anche del proprio "vero padre" (il Diavolo in persona), che comunica con lui attraverso la televisione o al pupazzo-capra che il ragazzo si portava sempre appresso (rimasto nella piscina dell'acquapark) Gary, però, lo convincerà a prendere in mano la propria vita, anche ribellandosi ai propri genitori, perché solo lui potrà decidere cosa diventerà. Nel momento più commovente tra i due, però, la signora Shaylock fa arrestare Gary con l'accusa di rapimento; Gary ferma Lucas prima che possa convincere i poliziotti al suicidio, ma come conseguenza il ragazzo viene portato da un fantomatico reverendo. Gary riesce a chiamare Samantha, che abbassa finalmente la propria maschera di ingenuità e si dimostra preoccupata più per il reverendo che per il figlio, quando Gospel le entra in casa, infatti, lei fa capire di averlo già conosciuto in passato, e cerca di resistere in tutti i modi al rapimento, che però viene portato a termine. Rapito del figlio e della moglie, Gary riesce a fuggire dall'auto della polizia grazie ad un inquietante senzatetto (che già aveva provocato l'incidente mortale con Gozamel), che lo implora di salvare il bambino.
Gary, con l'aiuto di Al, si libera dalle manette, e inizia un piano per salvare il bambino. Al ha infatti scoperto che Lucas non è il vero anticristo, ma un portale che, se ucciso su terra consacrata, fungerà da contenitore per Satana stesso. Gary collega la terra consacrata con il convento venduto, all'inizio del film, proprio al reverendo Gospel. I due, aiutati dagli altri patrigni Wayne, Larry e Victor, si recano al convento, dove si sta svolgendo un rito satanico per liberare lo spirito di Satana nel mondo. Entrato nel convento il gruppo si veste con gli abiti da cerimonia della setta, ed entrano nella sala del rito. Arrivati appena in tempo per la pugnalata che ucciderà Lucas, Gary interrompe tutto con un lancio ben assestato di una palla da baseball, opportunamente passatagli da Al.
Attraverso il corpo di Lucas, però, Satana apre un portale nel pavimento della cappella, dove il ragazzo rischia di cadere. Gary lo impedisce afferrandolo all'ultimo momento, ma rischiando a sua volta di cadere; fuoco e fiamme provengono dall'inferno, insieme alla voce del demonio che reclama per sé il corpo del bambino. Gary si oppone con tutto sé stesso, perché, sentendosi padre di Lucas a tutti gli effetti, non può lasciarlo morire. Il momento in cui il sacrificio doveva essere consumato passa, e Gary riesce a tirare fuori Lucas dalla voragine ormai placata; infine, anche l'ultimo goffo tentativo di padre Gospel per uccidere il ragazzo viene spento da Samantha con un buon pugno, che fa precipitare l'eresiarca nella voragine.
Nella scena finale, Gary viene visto mentre partecipa, con il figlio, alla gara di go-kart a cui aveva sempre desiderato partecipare con il padre: tra il pubblico, oltre alla moglie, tutti i patrigni con i relativi figliastri fanno il tifo per loro.

## Produzione
Nel maggio 2013 la Universal Pictures acquistò da Eli Craig la sceneggiatura del film e lo assunse per dirigere un film tratto da essa. Il film doveva essere prodotto dalla Mandalay Pictures e dalla Bluegrass Films con Scott Stuber e Nicholas Nesbitt come produttori. Nel settembre 2016 venne annunciato che Evangeline Lilly, Adam Scott, Clancy Brown, Donald Faison, Chris D'Elia, Bridget Everett, Owen Atlas, Brad Williams e Marcus Terrell Smith erano stato assunti per recitare nel film, il quale sarebbe stato prodotto e distribuito da Netflix con Dylan Clark e Jason Michael Berman come produttori. Nello stesso mese anche Kyle Bornheimer entrò a far parte del cast del film. Cameo di Sally Field nel ruolo dell'assistente sociale Miss Shaylock.

### Riprese
Le riprese del film sono iniziate nel settembre 2016 a Cleveland, nell'Ohio.